# Golden Axe: The Revenge of Death Adder
Golden Axe: The Revenge of Death Adder ist ein Arcade-Spiel (Spiel-Genre: Beat ’em up) der Firma Sega. Es ist die Fortsetzung von Golden Axe. Das Spiel benutzt das Arcade-System System 32.

## Spielprinzip
Golden Axe: Revenge of Death Adder bietet detailliertere Grafiken und fügt neue auswählbare Charaktere hinzu. Man steuert die Charaktere Goah, Star Blade, Dora und Little Trix. Keiner der Charaktere aus dem ersten Spiel ist spielbar. Mehrere Spieler können zusammenarbeiten, um Special-Moves gegen einen Feind auszuführen. Man kann das Spiel bis zu vier Spieler gleichzeitig spielen. Zudem gibt es im Spiel in den Levels nicht nur ein Weg, sondern mehrere. Am Ende des Spiels trifft man auf Death Adder.

## Rezeption
In Japan listete Game Machine „Golden Axe: The Revenge of Death Adder“ in ihrer Ausgabe vom 15. November 1992 als dritterfolgreichstes Arcade-Game des Monats auf.
Im Jahr 2023 nahm Time Extension das Spiel in die Liste der 25 besten Beat ’Em Ups aller Zeiten auf. Sie nannten es das beste Spiel der Serie.